# Australachalcus incisicornis
Australachalcus incisicornis är en tvåvingeart som beskrevs av Marc Pollet 2005. Australachalcus incisicornis ingår i släktet Australachalcus och familjen styltflugor. Inga underarter finns listade i Catalogue of Life.